# 叶景莘

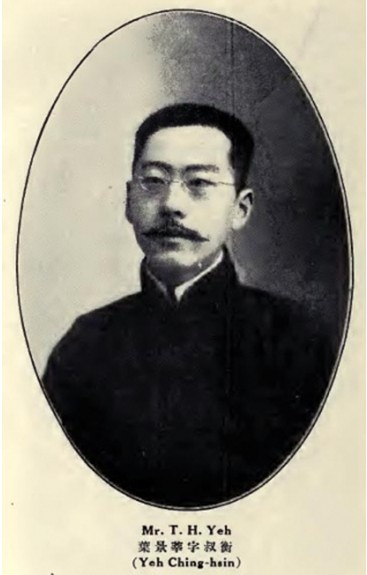

叶景莘（1881年—1986年），字叔衡，浙江杭州人。中国政治人物。

## 生平
叶景莘早年曾留学英国。1913年，叶景莘任北洋政府财政部技正、佥事。1918年，叶景莘任总统府外交委员会事务员，1923年任总统府外交委员会委员。中华人民共和国成立后，任中央人民政府外交部条约委员会专门委员。1958年任欧美同学会主任委员。他是中国人民政治协商会议全国委员会第三、四届委员。